# Şirvan Milli Parkı
Şirvan Milli Parkı är en park i Azerbajdzjan. Den är belägen i den sydöstra delen av landet, 90 km sydväst om huvudstaden Baku.
Terrängen runt Şirvan Milli Parkı är mycket platt. Trakten är glest befolkad.
Omgivningarna runt Şirvan Milli Parkı är i huvudsak ett öppet busklandskap.  Ett kallt stäppklimat råder i trakten. Årsmedeltemperaturen i trakten är 16 °C. Den varmaste månaden är augusti, då medeltemperaturen är 30 °C, och den kallaste är januari, med 4 °C. Genomsnittlig årsnederbörd är 338 millimeter. Den regnigaste månaden är november, med i genomsnitt 77 mm nederbörd, och den torraste är augusti, med 1 mm nederbörd.